# Reinaldo Porchat
Reinaldo Porchat (Santos, 23 de maio de 1868 – São Paulo, 12 de outubro de 1953) foi um advogado e professor universitário brasileiro.

## Biografia
Era filho de Victorino Porchat e de Prudência da Silva Teles, era neto do botânico suíço Henri Victor Porchat, nascido em Genebra e radicado em Santos, onde adquiriu a ilha que hoje leva seu nome.
Reinaldo Porchat foi professor catedrático de Direito Romano na Academia de Direito de São Paulo, hoje Faculdade de Direito da Universidade de São Paulo, da qual foi também diretor. Foi, de 1934 a 1938, o primeiro reitor da recém-criada Universidade de São Paulo, em cujo campus principal existe uma estátua em sua homenagem. 
Em 1923 foi eleito senador estadual em São Paulo. Foi também membro da Academia Paulista de Letras.
Casou-se com Maria Júlia de Luné (1873-1921). Ambos foram pais de Oswaldo de Luné Porchat, Alcyr de Luné Porchat e Edith de Luné Porchat, esta última casada com Eusébio Matoso.